# Еколошки фактори
Еколошки фактори су комплекс фактора спољашње (животне) средине који делују на жива бића на оном месту на коме живе. Ти утицаји долазе од живе и неживе природе у околини која окружује биљке и животиње па се називају и спољашњи

## Особине
Основне особине еколошких фактора су:
- делују комплексно (као целина),
- непрекидно се мењају у времену и простору
- међусобно су условљени.

Они се узајамно условљавају и мењају, тако да је самостално дејство једног јединог фактора немогуће. Тако је нпр. влажност ваздуха условљена његовом температуром. Промена еколошких фактора присутна је и у времену (у току дана и ноћи, током године) и у простору (нпр. промена температуре идући од екватора према половима).

## Подела еколошких фактора
Све еколошке факторе можемо поделити на:
- абиотичке, који представљају физичко-хемијске услове средине и
- биотичке, утицаји које неки организам трпи од стране других живих бића.

Утицај човека, с обзиром да је врло специфичан и значајан, издваја се као посебан, антропогени фактор.

### Абиотички фактори
Абиотички еколошки фактори сврставају се у три групе:
- климатски фактори;
- едафски фактори
- орографски фактори

Климатски фактори одређују основни карактер неке области и обухватају:
- светлост,
- температуру,
- воду и влажност,
- ваздух.

За раст и развиће сваке биљне и животињске врсте неопходна је одређена минимална количина топлоте, а уколико она недостаје основни физиолошки процеси се прекидају и настаје смрт датог организма. Према томе, температура је један од најзначајнијих фактора средине. Вода, такође, има огроман значај за живи свет јер се основни животни процеси у ћелијама не могу замислити без воде. Једини важан извор природне светлосне енергије на Земљи је Сунчево зрачење. За разлику од биљака, којима је светлост непосредни извор енергије потребне за процес фотосинтезе, на животиње светлост утиче више посредно (на понашање, карактер исхране итд.), мада може не њих да делује и непосредно (на прилагођавање, на распрострањење и др.). Ваздух делује на жива бића својим физичким и хемијским особинама. Хемијске особине ваздуха зависе од његовог састава гасова (он садржи 78% азота, око 21% кисеоника, око 0,03% угљен-диоксида, трагове водоника и др.). Од физичких особина ваздуха, важних за жива бића, највећег значаја имају влажност и ваздушна струјања.
Едафски фактори који обухватају физичке, хемијске и биолошке особине земљишта и стена на којима се земљиште развија.
Орографски фактори обухватају особине рељефа
- надморска висина,
- нагиб терена,
- степен разуђености рељефа итд.

## Биотички фактори
Представљају узајамне утицаје биљака, животиња и човека (антропогени фактор). Све биљке и животиње условљене су животном делатношћу других организама. На тај начин очигледно је да биљке могу деловати једне на друге – узајамни односи биљака као што су симбиоза, паразитизам и др. Међу животињама постоје узајамни односи који се најјасније огледају у ланцима исхране, мада су присутни и други односи као што су симбиоза, коменсализам (један организам има користи, а други је неутралан) и паразитизам. Са друге стране, биљке могу деловати на животиње, а животиње на биљке. 
Узајамни односи између биљака и животиња огледају се у следећем: 
- исхрана свих животиња заснива се на биљкама,
- биљке животињама служе као скровиште,
- животиње врше опрашивање,
- распростирање семена и плодова и др.

## Еколошка валенца
Пошто су еколошки фактори разноврсни и променљиви, једна органска врста не може бити на све њих истовремено прилагођена. У коликој мери се врста прилагођава условима средине, зависи од њене еколошке валенце. Еколошка валенца представља ширину (распон) колебања појединих еколошких фактора у чијим је границама могућ опстанак неке врсте. 
Према томе се разликују две врсте организама:
- еуривалентни и
- стеновалентни.

Еуривалентни (гр. eurys = широк) су организми са широком еколошком валенцом, док стеновалентни (гр. stenos = узак) имају уску еколошку валенцу. Еуривалентни организми поседују широке могућности прилагођавања што им омогућава опстанак у врло различитим срединама. Насупрот њима су више или мање специјализовани стеновалентни организми.
Код сваке еколошке валенце разликују се три вредности:
- оптимум,
- максимум и
- минимум.

Еколошки оптимум представља ону вредност фактора у оквиру еколошке валенце при којој се животни процеси неке врсте најбоље одвијају. Горња и доња граница неке еколошке валенце су њен максимум и минимум. Ван тих граница физиолошки процеси се прекидају и наступа смрт. 
У спољашњој средини, где се еколошки фактори узајамно условљавају; ниједан појединачни фактор не постиже своје оптимално дејство независно од осталих фактора. Најчешћа ситуација у природи јесте веће или мање одступање од оптималних услова живота. Што је одступање веће, то су услови за опстанак неке врсте мање повољни. Само један једини еколошки фактор, чије се дејство приближава максимуму или минимуму, може да онемогући опстанак неког организма на одређеном месту. Еколошки фактор тада постаје ограничавајући (лимитирајући) фактор.

## Адаптације и животна форма
Еколошки фактори су повезани у целину, јер се узајамно условљавају и мењају, па заједно, као комплекс, делују на жива бића. Организми се прилагођавају на те промене у тежњи да преживе. Због тога се свака врста одликује посебним особинама које су настале током еволуције, условљене су наследним чиниоцима и називају се адаптације (прилагођености). 
Адаптације су увек у складу са стаништем у коме живе и одражавају карактер самог станишта. Животно станиште је одређени простор на Земљи који се одликује специфичном комбинацијом животних услова (еколошких фактора). Скуп свих адаптивних особина, које се јављају код организма једне врсте као одговор на утицаје еколошких фактора, чини животну (еколошку) форму. Животна форма већ на први поглед указује на услове средине на које су организми прилагођени. Она се остварује на основу генетских могућности врсте у току дуготрајног прилагођавања на услове спољашње средине. Појава да међусобно веома удаљене врсте имају сличне морфолошке и физиолошке особине, указује да су се оне на сличан начин прилагођавале истим условима средине, па су оствариле исту еколошку форму. Насупрот томе, често се у оквиру сродних врста срећу сасвим различите животне форме јер те врсте живе у различитим условима средине. 
Богатство и разноврсност живог света у погледу различитих типова животних форми може се илустровати многобројним примерима: 
- код биљака су то животне форме дрвећа, жбунова, трава итд.;
- код животиња слатководне, подземне, шумске, пустињске итд. форме